# 大塚博堂・MEMORIAL BEST + LAST LIVE
『大塚博堂・MEMORIAL BEST + LAST LIVE』（おおつかはくどう・メモリアルベスト プラス ラストライブ）は、2006年8月30日に発売されたコンピレーション・アルバム。

## 概要
大塚博堂の没後25年、デビュー30年を迎え、甥・大塚郷の選曲によるベスト・アルバムの1枚目と、1981年3月、大塚が亡くなる2ヶ月前の1981年3月18日に行われた神奈川県民ホールでのライブ音源を収録した2枚目のライブ・アルバムの2枚組で構成されている。

## 収録曲
| #         | タイトル                                      | 作詞      | 作曲      | 編曲                                       | 時間  |
| --------- | --------------------------------------------- | --------- | --------- | ------------------------------------------ | ----- |
| 1.        | 「ダスティン・ホフマンになれなかったよ」      | 藤公之介  | 大塚博堂  | 惣領泰則                                   | 4:52  |
| 2.        | 「歩道橋」                                    | 藤公之介  | 大塚博堂  | 佐藤準                                     | 5:03  |
| 3.        | 「色エンピツの花束」                          | 大塚博堂  | 大塚博堂  | 横内章次                                   | 3:17  |
| 4.        | 「雨はむらさき」                              | るい      | 大塚博堂  | クニ河内                                   | 4:31  |
| 5.        | 「私はもう女です」                            | るい      | 大塚博堂  | 船山基紀                                   | 5:11  |
| 6.        | 「とめどなく女に（ライブ･ヴァージョン）」     | るい      | 大塚博堂  | 岩村義道とスクランブル・ダスティン・バンド | 4:05  |
| 7.        | 「季節の中に埋もれて（ライブ･ヴァージョン）」 | 藤公之介  | 大塚博堂  | 岩村義道とスクランブル・ダスティン・バンド | 3:40  |
| 8.        | 「あなたは去っても」                          | 大塚博堂  | 大塚博堂  | クニ河内                                   | 3:42  |
| 9.        | 「明日のジョーは帰らない」                    | るい      | 大塚博堂  | 大村雅朗                                   | 5:15  |
| 10.       | 「今夜はサンバ」                              | 大塚博堂  | 大塚博堂  | 福井峻                                     | 3:34  |
| 11.       | 「途中下車」                                  | 山川啓介  | 大塚博堂  | クニ河内                                   | 3:16  |
| 12.       | 「ふるさとでもないのに」                      | 藤公之介  | 大塚博堂  | 佐藤準                                     | 5:14  |
| 13.       | 「過ぎ去りし想い出は」                        | 大塚博堂  | 大塚博堂  | 森岡賢一郎                                 | 2:44  |
| 14.       | 「めぐり逢い紡いで」                          | るい      | 大塚博堂  | 林哲司                                     | 3:27  |
| 15.       | 「過ぎゆく愛に（ライブ･ヴァージョン」         | るい      | 大塚博堂  | 岩村義道とスクランブル・ダスティン・バンド | 5:09  |
| 16.       | 「旅でもしようか」                            | 藤公之介  | 大塚博堂  | あかのたちお                               | 3:12  |
| 17.       | 「薔薇のトゲ」(大塚たけし時代の楽曲)          | 千家和也  | クニ河内  | クニ河内                                   | 3:04  |
| 18.       | 「兄妹」(大塚たけし時代の未発表曲)            | かぜ耕士  | 森晃三    | 森晃三                                     | 3:42  |
| 合計時間: | 合計時間:                                     | 合計時間: | 合計時間: | 合計時間:                                  | 72:58 |

| 全編曲: 岩村義道とスクランブル・ダスティン・バンド。 |                                          |            |           |       |
| #                                                    | タイトル                                 | 作詞       | 作曲      | 時間  |
| 1.                                                   | 「娘をよろしく」                         | 広瀬俊夫   | 大塚博堂  | 3:52  |
| 2.                                                   | 「林檎の皮」                             | 阿久悠     | 大塚博堂  | 3:14  |
| 3.                                                   | 「最初の微笑」                           | 阿久悠     | 大塚博堂  | 3:32  |
| 4.                                                   | 「ミセス・ホワイトに伝えて」             | 阿久悠     | 大塚博堂  | 3:47  |
| 5.                                                   | 「センチメンタルな私小説」               | 阿久悠     | 大塚博堂  | 3:10  |
| 6.                                                   | 「春は横顔」                             | 阿久悠     | 大塚博堂  | 3:28  |
| 7.                                                   | 「リンゴ追分」(美空ひばりのカバー曲)     | 小沢不二夫 | 米山正夫  | 3:50  |
| 8.                                                   | 「処女よ」                               | 阿久悠     | 大塚博堂  | 3:55  |
| 9.                                                   | 「私の愛は間違いじゃない」               | 阿久悠     | 大塚博堂  | 4:09  |
| 10.                                                  | 「ライ麦畑でつかまえて」                 | るい       | 大塚博堂  | 3:40  |
| 11.                                                  | 「ダスティン・ホフマンになれなかったよ」 | 藤公之介   | 大塚博堂  | 3:24  |
| 合計時間:                                            | 合計時間:                                | 合計時間:  | 合計時間: | 40:01 |